# District de Mandi Bahauddin
Le district de Mandi Bahauddin (en ourdou : ضلع منڈی بہاء الدین) est une subdivision administrative de la province du Pendjab au Pakistan. Constitué autour de sa capitale Mandi Bahauddin, le district est entouré par les districts de Jhelum et de Gujrat au nord, le district de Gujranwala à l'est, le district d'Hafizabad au sud et enfin le district de Sargodha à l'ouest.
Créé en 1993, le district est situé dans le nord relativement industriel et urbanisé de la province du Pendjab. Pourtant, Mandi Bahauddin est à l'inverse principalement rural et sa population de 1,6 million d'habitants en 2017 vit surtout de l'agriculture. Il est délimité au nord et au sud par les rivières Jhelum et Chenab.

## Histoire
La région de Mandi Bahauddin a été sous la domination de diverses puissances au cours de l'histoire. Elle a notamment été intégrée à l'Empire sikh en 1818, puis en 1848, elle est conquise par le Raj britannique. La ville de Mandi Bahauddin a été fondée en 1920 après la construction d'un barrage par les Britanniques sur la rivière Jhelum. Le barrage de Rasul a été reconstruit en 1968. En 1960, le tehsil de Mandi Bahauddin est créé au sein du district de Gujrat. Il est séparé de ce dernier en 1993 et est élevé au rang de district.
Lors de l'indépendance vis-à-vis de l'Inde en 1947, la population majoritairement musulmane soutient la création du Pakistan. De nombreuses minorités hindoues et sikhes quittent alors la région pour rejoindre l'Inde, tandis que des migrants musulmans venus d'Inde s'y installent.

## Géographie et climat

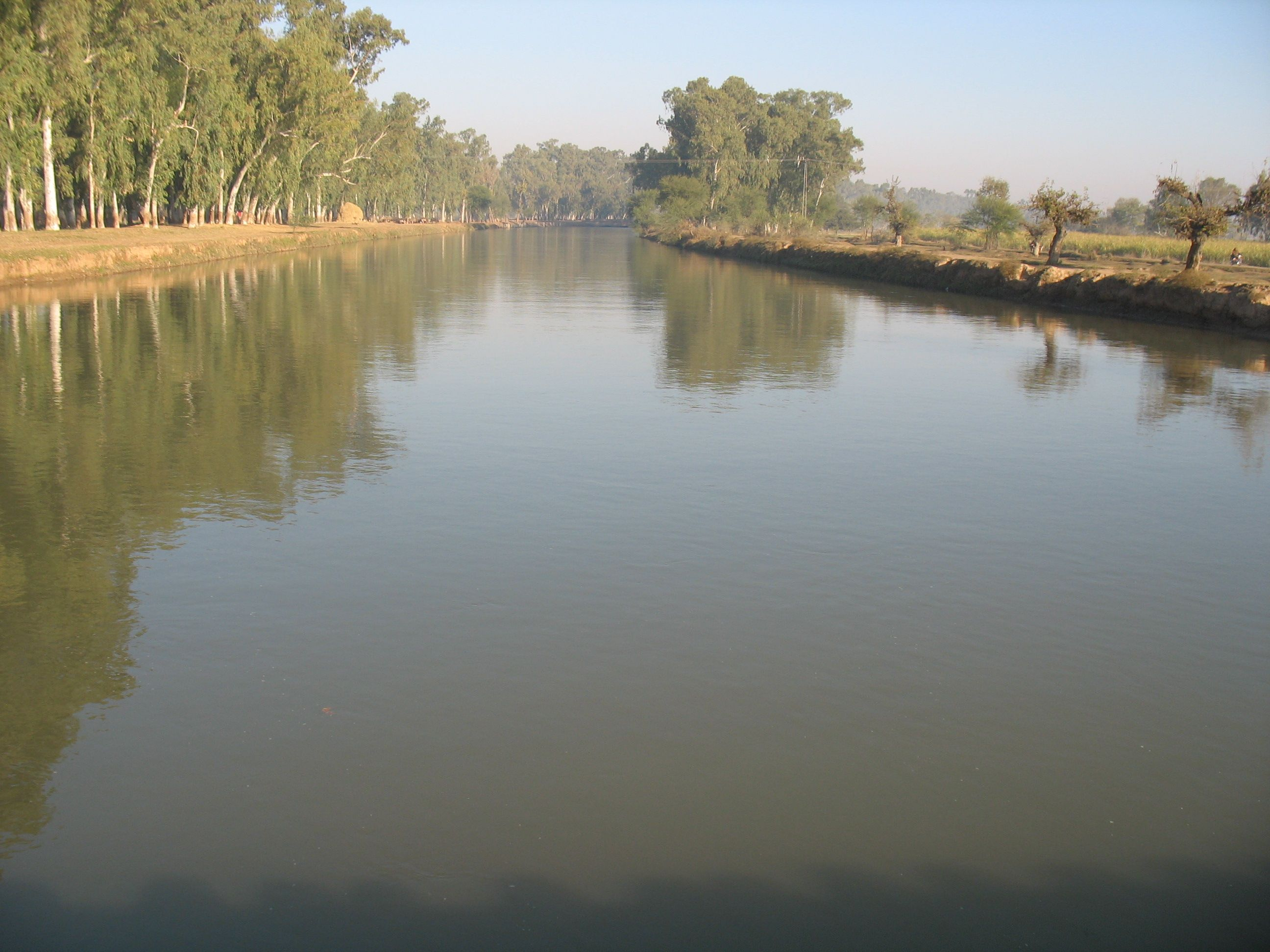
Le canal Chak, situé dans le district.

Le district est situé entre les rivières Jhelum et Chenab, qui marquent respectivement ses frontières nord et sud. Le barrage de Rasul sur la Jhelum permet, outre la production d'électricité, de stocker de l'eau pour l'irrigation des terres. Plusieurs canaux artificiels transportent cette eau jusqu'au Chenab. L'agriculture irriguée permet la culture du blé, du riz, de la canne à sucre et de légumes.
Le climat est semi-aride avec un été chaud et un hiver doux et sec. La saison de pluies se situe en juillet et août.

## Démographie
Lors du recensement de 1998, la population du district a été évaluée à 1 160 552 personnes, dont environ 15 % d'urbains, contre 33 % au niveau national. Le taux d'alphabétisation était de 47 % environ, dont 59 pour les hommes et 36 pour les femmes, pour une moyenne nationale de 44 %.
Le recensement suivant mené en 2017 pointe une population de 1 593 292 habitants, soit une croissance annuelle de 1,68 %, inférieure aux moyennes provinciale et nationale de 2,13 % et 2,4 % respectivement. Le taux d'urbanisation monte à 20 %.
La langue la plus parlée du district est le pendjabi. On y trouve aussi quelques minorités religieuses, soit 2,2 % d'hindous, 1,5 % de chrétiens et 0,2 % de sikhs, en 1998.

## Administration

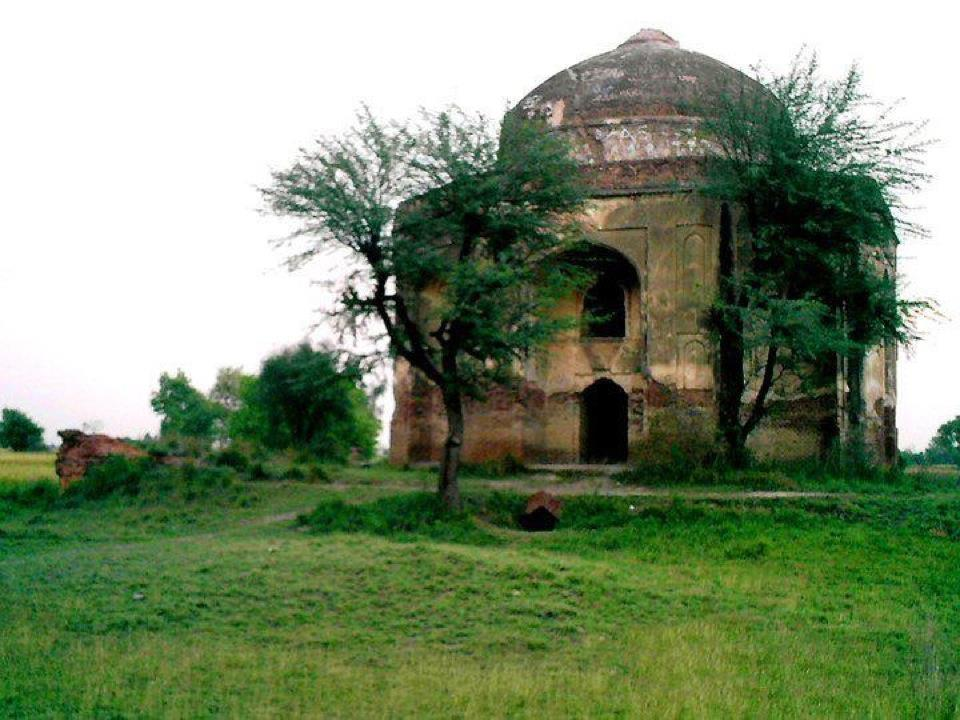
Tombeau du Shaikh Ali Baig, dans le tehsil de Phalia.

Le district est divisé en trois tehsils (Malakwal, Mandi Bahauddin et Phalia) et 65 Union Councils. Trois villes dépassent les 20 000 habitants : Mandi Bahauddin, Phalia et Malakwal. La plus importante est la capitale Mandi Bahauddin, qui regroupait à elle seule près de 12 % de la population totale du district et 61 % de la population urbaine en 2017. Les trois principales villes regroupent quant-à elles près de 90 % de la population urbaine, selon le recensement de 2017.
| Ville           | Population (rec. 2017) |
| --------------- | ---------------------- |
| Mandi Bahauddin | 198 609                |
| Phalia          | 52 855                 |
| Malakwal        | 43 421                 |

## Politique
De 2002 à 2013, le district est représenté par les cinq circonscriptions no 116 à 120 à l'Assemblée provinciale du Pendjab et par les deux circonscriptions no 108 et 109 à l'Assemblée nationale. Depuis 2018, les deux circonscriptions nationales sont numérotées de 85 et 86 et les provinciales de 65 à 68, le district perdant une circonscription locale.
Lors des élections législatives de 2008, elles sont toutes remportées par des candidats du Parti du peuple pakistanais, et durant les élections législatives de 2013 elles ont été remportées par cinq candidats de la Ligue musulmane du Pakistan (N), un de la Ligue musulmane du Pakistan (Q) et un indépendant,.
Lors des élections législatives de 2018, trois circonscriptions vont au Mouvement du Pakistan pour la justice, deux pour la Ligue musulmane du Pakistan (N) et un indépendant.
| Parti                                       | Voix (national) | %       | Élus nationaux | Élus provinciaux |
| ------------------------------------------- | --------------- | ------- | -------------- | ---------------- |
| Mouvement du Pakistan pour la justice       | 181 182         | 34,30 % | 1              | 2                |
| Ligue musulmane du Pakistan (N)             | 227 870         | 43,14 % | 1              | 1                |
| Parti du peuple pakistanais                 | 71 249          | 13,49 % | 0              | 0                |
| Tehreek-e-Labbaik Pakistan                  | 12 612          | 2,39 %  | 0              | 0                |
| Muttahida Majlis-e-Amal                     | 10 467          | 1,98 %  | 0              | 0                |
| Autres partis                               | 11 749          | 2,22 %  | 0              | 0                |
| Indépendants                                | 13 039          | 2,47 %  | 0              | 1                |
| Total exprimés (participation : 54,25 %)    | 528 168         | 100 %   | 2              | 4                |
| Source : Commission électorale du Pakistan, |                 |         |                |                  |